# Veltheim (Argovie)
Pour les articles homonymes, voir Veltheim.
Veltheim est une commune suisse du canton d'Argovie, située dans le district de Brugg.

Photo aérienne (1964).

## Personnalité
- Johann Conrad Füssli (1704-1775), historien et réformateur, mort à Veltheim.